# Tong Li Publishing
Tong Li Publishing Co. (chinois simplifié : 東立出版社, hanyu pinyin : Dōng Lì Chūbǎnshè), mieux connu sous le nom de Tong Li Comics, est une maison d'édition chinoise créée en 1977 spécialisée dans la distribution de bandes dessinées chinoises et étrangères en République de Chine (Taïwan).

## Histoire
Tong Li a été fondée à Tainan à Taïwan en 1977 avec seulement neuf employés. La maison d'édition a débuté dans le secteur de l'édition en distribuant des bandes dessinées piratées. Pendant quinze ans, elle en a été le plus grand distributeur, éditant plus de 1 000 titres en tout, dont à certaines périodes une cinquantaine par mois. 
La méthode de travail de Tong Li était alors de se procurer des nouveaux mangas de distributeurs japonais, de remplacer les textes en japonais en chinois traditionnel et de remplacer ou effacer les éléments explicitement sexuels ou violents. Le créateur de Tong Li, Fang Wan-nan se décrit lui-même comme « le roi des bandes dessinées piratées ». 
En parallèle, Tong Li se procure la première licence légale en 1989 pour la distribution du manga japonais Cipher de Minako Narita publié par Hakusensha au Japon, suivi en 1991 d'Akira de Katsuhiro Ōtomo publié à l'origine par Kōdansha.
Une loi de 1992 interdisant le piratage taïwanais de bandes dessinées oblige Tong Li à renoncer à la piraterie et à développer des contenus originaux, en plus de l'acquisition de licences par des moyens légaux. La maison d'édition commence la publication des magazines Dragon Youth (龍少年月刊) et Star★Girls (星少女月刊) fortement influencés par les mangas japonais. 
La liste des mangas actuellement publié par Tong Li comprend One Piece, Bleach, Naruto, Eyeshield 21, Gintama, Ken-ichi le disciple ultime, Skip beat!, 1/2 Prince, etc.